# Tundranyúl
A tundranyúl (Lepus othus) az emlősök (Mammalia) osztályának a nyúlalakúak (Lagomorpha) rendjébe, ezen belül a nyúlfélék (Leporidae) családjába tartozó faj.

## Elterjedése
Alaszka nyugati és déli részén, valamint Aleut-szigetek területén honos.

## Megjelenése
Testhossza 70 centiméter, tömege 7 kilogramm.